# 曾舜雯
曾舜雯（英語：Jacko Tsang Shun-man，1981年—），香港前公務員，曾擔任香港駐經濟貿易辦事處處長。於香港出生的曾舜雯在2004年從維思大學畢業後返港於香港政府出任政務主任，她及後兩度於政府總部的運輸科任職，亦曾在公務員事務局負責政務主任的管理工作。隨後，她在商務及經濟發展局升任首席助理秘書長，並及後確任首長級丙級政務官。她於2020年8月27日接替蔣志豪出任香港駐經濟貿易辦事處處長，至2024年10月31日後離任，舉家移居西班牙巴塞罗那。

## 早年生活
曾舜雯在1981年於英屬香港出生，她曾入讀浸信會天虹小學並於1993年畢業，及後於2000年在香港李寶椿聯合世界書院完成國際文憑大學預科課程，因而得以遠赴美国入讀維思大學。她在大學時代以政府研究為主修，並在2004年以文学学士學位畢業後返港。

## 公務員生涯

### 早年生涯

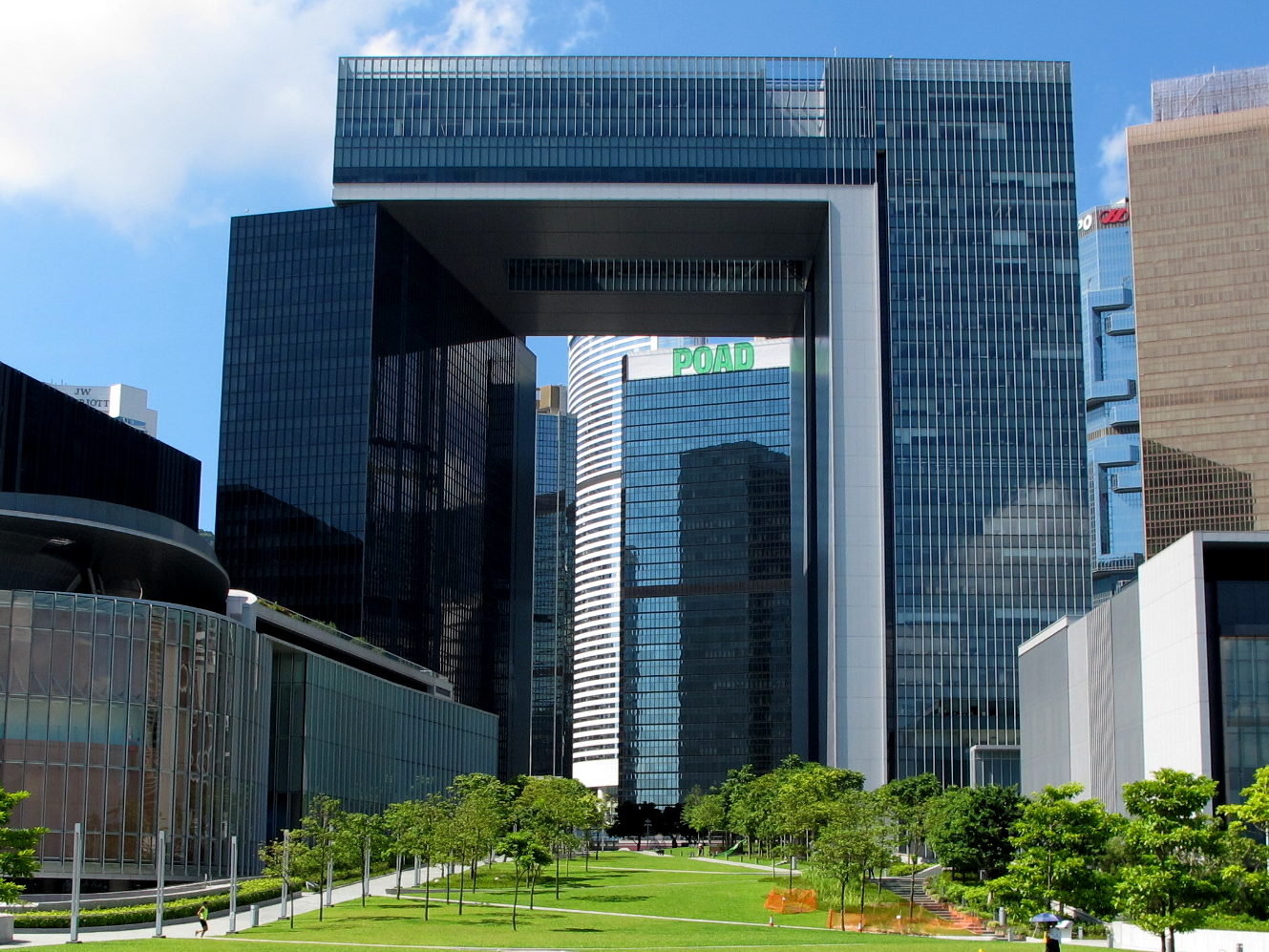
由2004年入職至2020年被派至三藩市前，曾舜雯一直在政府總部任職

在2004年大學畢業後返港後，曾舜雯在同年8月獲香港政府聘任為政務主任，並隨即獲派至環境運輸及工務局的運輸科出任助理秘書長，曾協助制定為身心障礙人士提供交通津貼的政策。及後，她在2006年獲調派至行政署任職，負責港府與香港立法會的聯絡工作，並協助統籌各決策局的立法工作安排。在2007年7月至2011年9月，她返回運輸及房屋局的運輸科出任助理秘書長，負責航權商議、民用航空政策及支援空運牌照局的工作。及後，她在2011年9月調任公務員事務局助理秘書長，負責政務主任職系的管理工作，包括職位調配和安排訓練及進修等事宜。
曾在2015年1月改於商務及經濟發展局出仕，她先任職負責制定及修訂《競爭條例》的助理秘書長職位。及後，她在2016年1月升任為首席助理秘書長，處理多個商品及工商雜項的法律條文修訂研究、提案及監督工作，例如每年更新對玩具規格的法律限制等。另外，她亦因而兼任2016年香港立法會選舉商界（第一）功能界別的選舉主任。

### 駐三藩市
曾在2020年8月27日接替蔣志豪出任香港駐經濟貿易辦事處處長。她在任內繼續保持與美國西部的港人組織聯繫，以及宣傳香港各個產業。她協助香港電影參與在美西新創辦的網上電影節，亦曾於2020年的夏威夷國際電影節中為剛取得榮譽金獅獎的許鞍華舉行回顧展。在2022年慶祝香港回歸25週年時，她在阿拉斯加州舉行酒會推廣香港的營商環境，以及在加利福尼亚州與當地港人商會舉行更盛大的年度慈善高爾夫球賽。
港府在2023年初推出你好，香港，曾配合香港旅遊發展局在北美舉辦推廣活動，另外亦有宣傳高端人才通行證計劃。就香港文化品牌方面，她在2023年中協辦李小龙逝世50周年於美西的活動，以及在2024年暑期於列治文舉行周星馳電影節。最終，她在2024年10月31日後卸任處長，並辭任公務員。

## 個人生活
曾舜雯已婚並有兩名子女。她在香港居住時積極參與曾就讀的中小學校校務，不但參選浸信會天虹小學的校友校董選舉外，亦義務擔任聯合世界書院海外到港學生的寄宿家庭家長。在離任公務員後，她舉家移居至西班牙巴塞罗那。

## 外部連結
- 曾舜雯的個人官方領英頁面 Archive.today的存檔，存档日期2023-07-09

| 政府职务      | 政府职务                                              | 政府职务      |
| ------------- | ----------------------------------------------------- | ------------- |
| 前任： 蔣志豪 | 香港駐經濟貿易辦事處處長 2020年8月27日—2024年10月31日 | 繼任： 張岱楨 |